# グレナン諸島

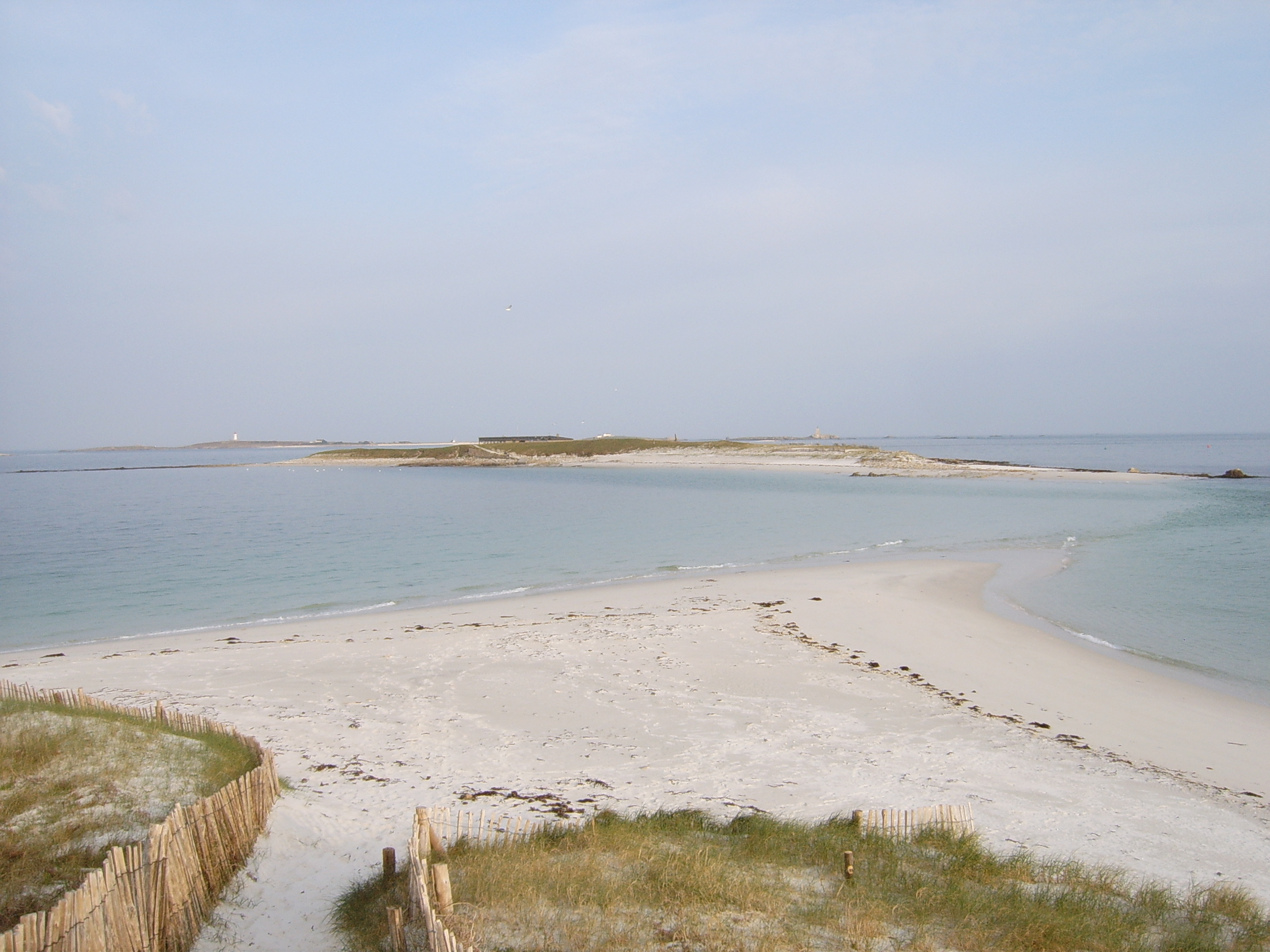
バナヌック島からサン＝ニコラ島を眺める

グレナン諸島 （グレナンしょとう、フランス語:Îles des GlénanまたはArchipel des Glénan、ブルトン語: Inizi Glenan）は、フランス、ブルターニュ地域圏、フィニステール県に属する諸島。本土のコンカルノー、フエナンの南に位置し、サン＝ニコラ島（Saint-Nicolas）、ロック島（Loc'h）、パンフレ島（Penfret）、シゴニュ島（Cigogne）、ドルナック島（Drenec、別名:監獄島）、バナヌック島（Bananec）、ブリュヌック島（Brunec）からなり、他に12以上の小島がある。本土に近いムトン島は、これら多島海に属するとみなされている。グレナン諸島は、行政上はフエナンに属している。
1947年創立のグレナン・セーリング学校（en）がある。
諸島は観光地となっており、本土のフィニステール県と合わせての日帰り旅行が特に人気である。グレナン諸島周辺は水深が浅く、風を受けた双胴船で基本的に行くことになる。島にはホテルがなく、キャンプも禁止されていることから、滞在が困難である。1軒か2軒の民宿がある程度である。